# Echinogurges tuberculatus
Echinogurges tuberculatus is een slakkensoort uit de familie van de Eucyclidae. De wetenschappelijke naam van de soort is voor het eerst geldig gepubliceerd in 1991 door Quinn.